# 피그스만 침공
피그스만 침공(스페인어: La Batalla de Girón 또는 플라야히론 지명을 따서 Invasión de Playa Girón 혹은 Batalla de Playa Girón로 부름)은 1961년 미국과 피델 카스트로의 쿠바 혁명에 반대하는 쿠바인 망명자로 구성된 쿠바 민주혁명전선(DRF)이 미국 정부의 비밀리에 이루어진 자금 지원과 지휘 하에서 시행했으나 실패한 상륙 작전이다. 피그스만 침공 작전은 냉전이 한창인 시기에 이루어졌으며 작전 실패는 쿠바, 미국, 소련 간의 관계에 큰 영향을 미쳤다.
미국 정부는 1960년부터 이 침공을 계획하고 자금을 제공했다. 존 F. 케네디가 대통령직에 오른 지 석달도 안된, 1961년 4월에 작전이 개시됐다. 존 F. 케네디는 쿠바의 사회주의 정책이 자신들의 영향력을 줄어들게 할 것으로 보아 CIA의 도움을 받는 쿠바 망명자들이 쿠바를 공격하도록 지원했고, 교수이자 쿠바 혁명 이후 최초의 총리를 맡은 호세 미로 카르도나(José Miró Cardona)가 임시 수장을 담당하면서 쿠바에서 다당제 민주주의가 회복되도록 지원했다. 미 중앙정보국(CIA) 주도로 쿠바 망명자 1,500여 명을 동원해 쿠바 침공에 나선 미군은 소련의 훈련을 받고 무장한 쿠바군에게 격퇴됐다. 미군은 불과 사흘 만에 100여 명의 사상자를 내고, 1,000여 명이 생포되는 참담한 패배를 맛보았다. 카스트로 정부는 1961년 12월 몸값으로 5,300만 달러를 받은 뒤에야 당시 사로잡은 1,113명을 풀어줬다. 계획은 실패로 돌아갔고, 케네디는 미군이나 그밖의 직접적인 개입을 부정했다. 이 사건으로 미국은 쿠바에서의 주권침해행위에 대한 비판을 받게 되었고, 쿠바와 미국간의 관계는 급속히 냉각됐었다. 이 사건은 1962년 10월 쿠바 미사일 위기를 가져오게 된다.
이 침공의 이름은 피그스 만에서 따온 것인데, 피그스 만은 스페인어로 바이아 데 코치노스(Bahía de Cochinos), 미국에서는 베이 오브 피그스(Bay of Pigs)라고 부른다.

## 같이 보기
- 미국-쿠바 관계
- 미국의 해외 개입
- 굿 셰퍼드
- 라틴아메리카–미국 관계
- 노스우즈 작전
- 스완 제도